# Bava Batra
Bava Batra (en hebreu: בבא בתרא) és el tercer dels tres tractats del Talmud de l'ordre de Nezikín, tracta sobre les responsabilitats i els drets d'una persona com a propietari d'una propietat. És part de la llei oral del judaisme. Originalment, juntament amb els tractats Bava Kama i Bava Metzià, van formar un únic tractat anomenat Nezikín (danys).
Aquest tractat, no és com a Bava Kama i Bava Metzià, l'exposició d'un cert passatge de la Torà. Està dividit en 10 capítols, el contingut dels quals pot descriure's de la següent manera: 
(1) Les regulacions relatives a la propietat de més d'un propietari (capítol 1).
(2) Les responsabilitats del propietari d'una propietat pel que fa a la del seu veí (capítol 2).
(3) Els drets de propietat establerts i drets relacionats amb la propietat (capítol 3).
(4) Les lleis relatives a l'adquisició d'un bé mitjançant la compra del mateix (del capítol 4 al 6).
(5) Les lleis de l'herència (capítols 8 i 9).
(6) Les lleis relatives als documents (capítol 10).
El tractat consta de 176 pàgines, això el converteix en el tractat més llarg de la Mixnà i del Talmud.